# Borsodszentgyörgy
Borsodszentgyörgy ist eine ungarische Gemeinde im Kreis Ózd im Komitat Borsod-Abaúj-Zemplén. 

## Geografische Lage
Borsodszentgyörgy liegt in Nordungarn, 50 Kilometer nordwestlich des Komitatssitzes Miskolc.
Eine Nachbargemeinde ist die 6 km entfernte Gemeinde Arló, die nächste größere Stadt ist Ózd, 9 km entfernt.

## Geschichte
Der Ort wurde nach dem Mongolensturm gegründet und 1371 erstmals mit dem Namen Disznós erwähnt. Zur Zeit der türkischen Eroberung von Eger wurde das Dorf zerstört und geriet dann unter die türkische Herrschaft. Wegen hoher Steuern verließen viele Einwohner das Dorf. 1629 wurde der Ort als Szentgyörgyfalu erwähnt, nach seinem Schutzheiligen Georg. Seit dem 18. Jahrhundert wurde der Name Disznósd verwendet und seit dem 1. April 1935 Borsodszentgyörgy. Im 20. Jahrhundert arbeitete die Bevölkerung in der Landwirtschaft, dem Bergbau und in der Industrie.

## Partnerstädte
- Patince, Slowakei
- Blhovce, Slowakei

## Sehenswürdigkeiten
- Römisch-katholische Kirche Szent György, erbaut im 18. Jahrhundert
- Heimatmuseum (Tájház)

## Verkehr
Borsodszentgyörgy ist nur über die Nebenstraße Nr. 23114 von Arló aus zu erreichen. Der nächstgelegene Bahnhof befindet sich ungefähr 10 Kilometer nordöstlich in Ózd.